# Gerhard Kapl

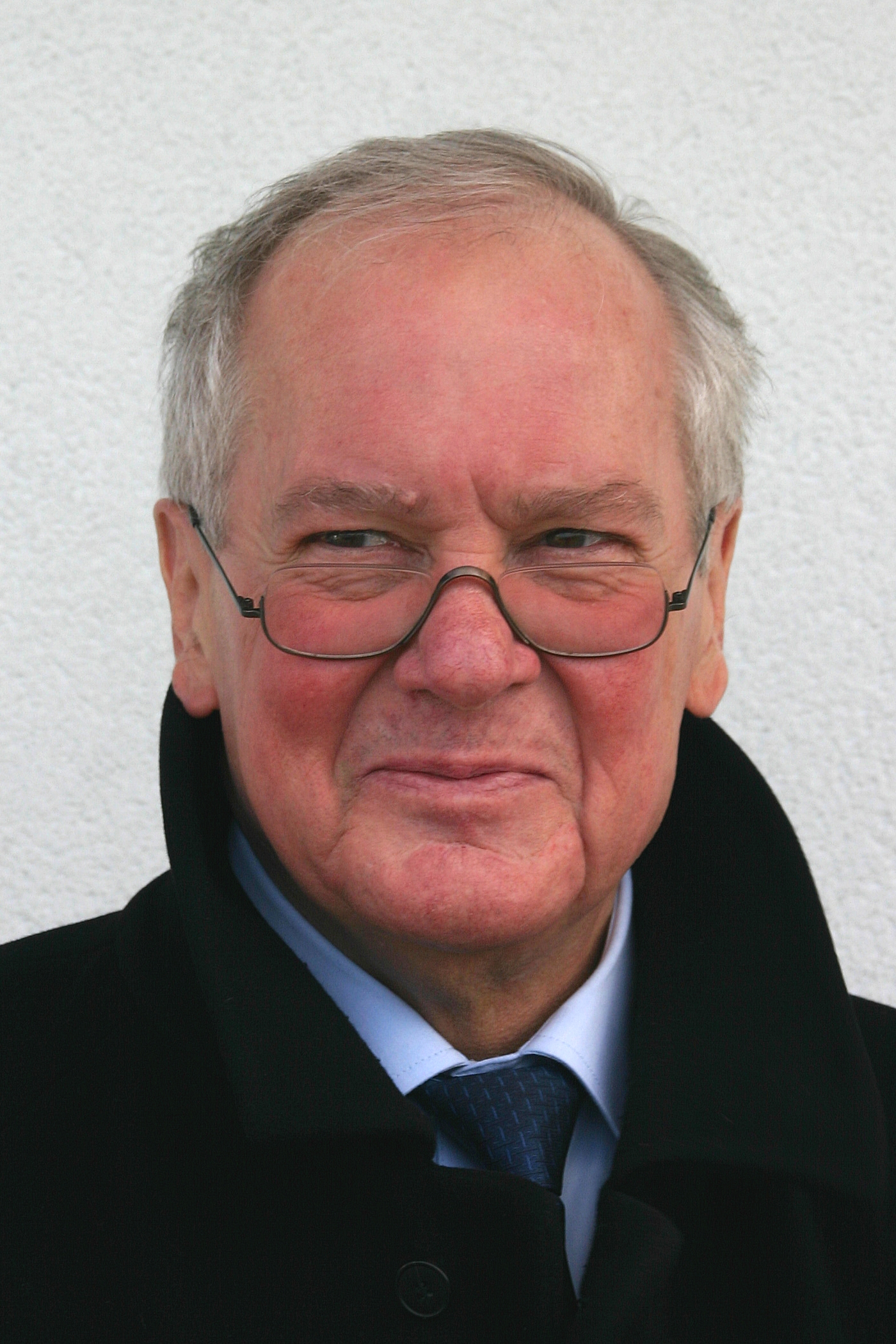
Gerhard Kapl (2009)

Gerhard Kapl (* 11. November 1946 in Wels; † 25. Juli 2011 in Graz) war ein österreichischer Fußballschiedsrichter und Fußballfunktionär. Beruflich war Gerhard Kapl ein Spitzenbeamter in der steiermärkischen Landesregierung.

## Lebenslauf
Gerhard Kapl verlor bereits früh seinen Vater und wuchs in ärmlichen Verhältnissen auf. Nachdem Kapl 1965 am Gymnasium der Abtei Schlierbach die Matura mit Auszeichnung abgelegt hatte, inskribierte er an der Universität Graz. Dort studierte er Rechtswissenschaften, Betriebswirtschaftslehre und Staatswissenschaften und schloss alle drei Studien 1970, 1974 und 1974 als doppelter Magister und doppelter Doktor ab.
Nach seinem Studium trat Kapl einen Beruf als Kostenverantwortlicher in der Privatwirtschaft an. 1977 trat er in den Landesdienst ein und absolvierte sein Ausbildungsjahr in der Bezirkshauptmannschaft Feldbach. 1978 wurde Kapl mit dem Aufbau und später mit der Leitung des Prüf-, Kontroll- und Beschwerdereferates in der A15 beauftragt. Spätestens ab den 1980er Jahren gehörte er der Aufsichtsbehörde der Gemeinnützigen Baugenossenschaften an. Im Juni 1994 wurde er Vorstand der steirischen Landesbuchhaltung. Ebenfalls 1994 wurde Kapl, nachdem er schon von 1989 bis 1993 die Funktion des Stellvertreters bekleidet hatte, Disziplinaranwalt der steirischen Landesregierung. Aufgrund seines erfolgreichen Wirkens wurde Kapl der Berufstitel Hofrat verliehen; die höchste Auszeichnung, die ein Landesbeamter erreichen kann.
Bei Kapl, der als Workaholic galt, stellten sich 2009 gesundheitliche Probleme ein. Im Zuge einer schweren Herzoperation wurden ihm vier Bypässe eingesetzt. Er starb am 25. Juli 2011 infolge einer im Herbst 2010 diagnostizierten Erkrankung. Kapl, der 2011 in Pension gehen wollte, war verheiratet, hatte drei Kinder und drei Enkelkinder.

## Karriere im Fußball

### Als Schiedsrichter
Neben seiner erfolgreichen beruflichen Laufbahn machte Gerhard Kapl eine noch erfolgreichere Laufbahn im Fußballsport. Bereits m Alter von 20 Jahren legte er die Prüfung zum Fußballschiedsrichter ab, die ihn 1980 in die zweithöchste Spielklasse und drei Jahre später bis in die österreichische Bundesliga führte. Am 30. September 1983 leitete Kapl mit der Begegnung SC Eisenstadt gegen SK VOEST Linz sein erstes Spiel in der höchsten österreichischen Liga, dem in den folgenden zehn Saisonen 92 weitere Spiele folgen sollten. Am 28. November 1992 beendete Kapl mit der Begegnung SK Vorwärts Steyr gegen VfB Mödling (3:2) aus Altersgründen seine aktive Laufbahn als Fußballschiedsrichter.
Mit 1. Jänner 1988 wurde Kapl in die Liste der FIFA-Schiedsrichter aufgenommen und kam bei 40 internationalen Spielen zum Einsatz. Höhepunkt seiner internationalen Schiedsrichterlaufbahn waren die Leitung des Spieles Olympique Marseille gegen Sparta Prag (3:2) am 23. Oktober 1991 im Europapokal der Landesmeister sowie das Qualifikationsspiel zur Fußballeuropameisterschaft Griechenland gegen Finnland (2:0) am 30. Oktober 1991 im Olympiastadion in Athen.

### Als Funktionär
Nach dem Ausscheiden aus der aktiven Schiedsrichterlaufbahn begann Kapl eine Karriere als Fußballfunktionär. 1993 wurde er als Mitglied in die Bundesliga-Schiedsrichterkommission aufgenommen.
Seine internationale Funktionärslaufbahn startete Kapl 1994, als er als Delegierter der UEFA und der FIFA bei internationalen Spielen eingesetzt wurde.
1997 wurde Kapl zum Vorsitzenden der österreichischen Bundesliga-Schiedsrichterkommission bestellt.
Dank seiner juristischen Kenntnisse wurde Kapl 1998 mit dem Amt als Generalinspektor der UEFA betraut und somit als „General-Staatsanwalt“ und „Chefankläger“ tätig. In dieser Funktion war er unter anderem bei der Fußball-Europameisterschaft 2004, der Fußball-Weltmeisterschaft 2006, Fußball-Europameisterschaft 2008 und zuletzt der Fußball-Weltmeisterschaft 2010 tätig. Anlässlich der WM 2006 in Deutschland hatte Kapl die Sicherheitsverantwortung für insgesamt elf Spiele, darunter auch das Eröffnungsspiel Deutschland gegen Costa Rica (4:2) in München und das Finale in Berlin Italien gegen Frankreich (1:1 nach Verlängerung, 5:3 im Elfmeterschießen). Bei der WM 2010 in Südafrika war er für die Sicherheit der Spiele in der Soccer City in Johannesburg und somit auch für das Eröffnungsspiel Südafrika gegen Mexiko (1:1) und das Endspiel Niederlande gegen Spanien (0:1 nach Verlängerung) verantwortlich. Neben mehreren Dopingfällen und anderen Vergehen, zählten vor allem die „Spuckaffären“ von Francesco Totti und von Alexander Frei (beide während der EM 2004) zu den spektakulärsten Fällen, die Kapl abzuarbeiten hatte.
Ebenso arbeitete Kapl als Disziplinarinspektor und Stadionexperte für die UEFA. Für den hochrangigen Spitzenfunktionär war es „normal“, für FIFA und UEFA jährlich knapp 600.000 Flugmeilen zurückzulegen.
Neben diesen Großereignisse zählten Einsätze im Supercup-Finale Real Madrid gegen Feyenoord Rotterdam (in Monaco), im UEFA-Cup Semifinale AC Mailand gegen Borussia Dortmund, im Champions-League-Semifinale Inter Mailand gegen AC Milan, im Champions-League-Semifinale AS Monaco gegen FC Chelsea sowie im Champions-League-Finale FC Liverpool gegen AC Mailand (in Istanbul) zu den Höhepunkten seiner Funktionärskarriere. Insgesamt stehen mehr als 200 internationale Einsätze als UEFA- und FIFA-Delegierter zu Buche. Als einer von wenigen Fußballfunktionären konnte Kapl darauf verweisen, in allen 53 Mitgliedsländern der UEFA im Einsatz gewesen zu sein.
In seiner Heimat blieben die Fähigkeiten Kapls ebenso nicht verborgen, weshalb er 1999 mit überwältigender Mehrheit zum Präsidenten des Steirischen Fußballverbandes (StFV) gewählt wurde. Dieser Bestellung sollten drei weitere Wahlen – die letzte davon am 29. Jänner 2011 – folgen. 2003 wurde er zum Vize-Präsidenten des Österreichischen Fußball-Bundes (ÖFB) bestellt, wo er für Rechts-, EU- und Schiedsrichterangelegenheiten sowie für die Satzungen des ÖFB verantwortlich war. Seit 2004 war Kapl zudem Vorsitzender der Schiedsrichterkommission des ÖFB.
In Fußballkreisen zeigte man sich vom Ableben Kapls tief betroffen. Sowohl die UEFA, als auch die FIFA würdigten das erfolgreiche Wirken von Kapl als Fußballschiedsrichter und vor allem als Fußballfunktionär. FIFA-Präsident Sepp Blatter, der zu den Du-Freunden Kapls gezählt hatte, würdigte in einem persönlichen Schreiben die „in vielfältiger Weise hervorragenden Dienste“ von Gerhard Kapl.

## Auszeichnungen
- Silbernes Ehrenzeichen des ÖFB für Schiedsrichter (2. Juni 1989)
- Goldenes Ehrenzeichen des ÖFB für Schiedsrichter (3. Juni 1992)
- Goldene Ehrennadel des Steirischen Fußballverbandes (15. März 1986)
- Goldenes Ehrenzeichen des Steirischen Fußballverbandes (5. Februar 1995)
- Sportehrenzeichen für besondere Verdienste in Gold des Landes Steiermark (3. Dezember 2001)
- Großes Ehrenzeichen des Landes Steiermark (14. Dezember 2004)
- Großes Ehrenzeichen für Verdienste um die Republik Österreich (11. September 2010)